# Canton de Dangé-Saint-Romain
Le canton de Dangé-Saint-Romain est un ancien canton français situé dans le département de la Vienne et la région Poitou-Charentes.

## Géographie
Ce canton était organisé autour de Dangé-Saint-Romain dans l'arrondissement de Châtellerault. Son altitude varie de 37 m (Dangé-Saint-Romain) à 147 m (Oyré) pour une altitude moyenne de 64 m.

## Représentation

### Conseillers généraux de 1833 à 2015
| Période | Période          | Identité                                                                                          | Étiquette                | Qualité |
| ------- | ---------------- | ------------------------------------------------------------------------------------------------- | ------------------------ | --- |
| 1833    | 1839             | Marquis Charles Marc René de Voyer de Paulmier d'Argenson (1796-1862)                             |                          | Propriétaire aux Ormes |
| 1839    | 1867             | Jean-Baptiste Delestang-Duperron (1785-1868)                                                      |                          | Conseiller d'arrondissement Maire de Buxeuil |
| 1867    | 1877             | Marquis Marc René Marie de Voyer de Paulmy d'Argenson (1837-1897)-(fils du Marquis Ch.d'Argenson) | Droite                   | Auditeur au Conseil d'État Maire des Ormes |
| 1877    | 1883             | Louis Serreau                                                                                     | Conservateur clérical    | Maire de Port-de-Piles |
| 1883    | 1887 (décès)     | Fernand Faulcon                                                                                   | Républicain              | Maire d'Ingrandes |
| 1887    | 1903 (démission) | Jules Duvau                                                                                       | Républicain Progressiste | Banquier à Châtellerault Propriétaire aux Fouinières, Ingrandes Député (1896-1902) Maire de Châtellerault (1888-1896), conseiller d'arrondissement |
| 1902    | 1913             | Louis Jupin                                                                                       | Libéral                  | Propriétaire à Dangé-Saint-Romain |
| 1913    | 1915 (décès)     | Gaston Marie Marc-Pierre de Voyer de Paulmy, comte d'Argenson (fils du Marquis Marc d'Argenson)   | Droite                   | Député de la Vienne (1910-1914) Maire des Ormes Mort pour la France à Pilkem (Belgique)                                                            |
| 1915    | 1919             | siège vacant                                                                                      |                          | |
| 1919    | 1925             | Maurice Pouret                                                                                    |                          | Avocat à Châtellerault Propriétaire aux Niallières (Ingrandes-sur-Vienne)                                                                          |
| 1925    | 1928 (décès)     | Henri Roy                                                                                         | Radical                  | Ancien négociant, propriétaire à Dangé-Saint-Romain                                                                                                |
| 1928    | 1940             | Marcel Pineteau                                                                                   | URD                      | Vétérinaire Maire des Ormes Nommé membre de la Commission administrative départementale en 1941 Nommé conseiller départemental en 1943             |
|         |                  |                                                                                                   |                          | |
| 1945    | 1951             | Jules Boisseau                                                                                    | SFIO                     | Maire de Port-de-Piles (1935-1955) |
| 1951    | 1957             | Baron Jean de Bony de Lavergne                                                                    | DVD                      | Maire des Ormes, ancien conseiller d'arrondissement                                                                                                |
| 1958    | 1980 (démission) | Pierre Marie                                                                                      | app.Rad.                 | Médecin Maire de Saint-Romain-sur-Vienne (1959-1971)                                                                                               |
| 1980    | 1982             | Mathurin Le Dantec                                                                                | DVD                      | Adjoint au maire des Ormes |
| 1982    | 1994             | Robert Stanghellini                                                                               | RPR puis DVD             | Médecin Maire de Dangé-Saint-Romain (1989-2008) |
| 1994    | 2015             | Guy Monjalon                                                                                      | PS                       | Notaire Député de la Vienne (1988-1993) Maire des Ormes (2001-2014) Président de la Communauté de Communes Vienne et Creuse                        |

### Conseillers d'arrondissement (de 1833 à 1940)
| Période                                  | Période      | Identité                         | Étiquette                | Qualité |
| ---------------------------------------- | ------------ | -------------------------------- | ------------------------ | --- |
| 1833                                     | 1839         | Jean-Baptiste Delestang-Duperron |                          | Maire de Buxeuil                                                                                            |
| 1839                                     | 1848         | Isaac Olivier Drouault           |                          | Propriétaire à Dangé, greffier de la justice de paix                                                        |
|                                          |              |                                  |                          | |
| av.1880                                  |              | M. Daguin                        | Républicain              | |
|                                          |              |                                  |                          | |
|                                          | 1887         | Jules Duvau                      | Républicain Progressiste | Banquier à Châtellerault, propriétaire aux Fouinières, Ingrandes                                            |
|                                          |              |                                  |                          | |
| 1919                                     | 1928         | André Duvau                      | Libéral                  | Conseiller municipal d'Ingrandes                                                                            |
| 1928                                     | 1931 (décès) | Émilien-Joseph Ratté (1865-1931) | Radical                  | Cultivateur, maire de Dangé                                                                                 |
| 1931                                     | 1940         | Jean de Bony de Lavergne         | Républicain              | Propriétaire, conseiller municipal des Ormes                                                                |
| 1940                                     |              |                                  |                          | Les conseils d'arrondissement ont été suspendus par la loi du 12 octobre 1940 et n'ont jamais été réactivés |
| Les données manquantes sont à compléter. |              |                                  |                          | |

## Composition
Le canton de Dangé-Saint-Romain regroupait 8 communes et comptait 9 721 habitants (recensement de 2007 populations municipales).
| Nom                            | Code Insee | Codepostal | Superficie (km2) | Population (dernière pop. légale) | Densité (hab./km2) |
| ------------------------------ | ---------- | ---------- | ---------------- | --------------------------------- | ------------------ |
| Dangé-Saint-Romain (chef-lieu) | 86092      | 86220      | 34,99            | 3 095 (2012)                      | 88                 |
| Buxeuil                        | 86042      | 37160      | 11,96            | 952 (2012)                        | 80                 |
| Ingrandes                      | 86111      | 86220      | 35,03            | 1 755 (2012)                      | 50                 |
| Leugny                         | 86130      | 86220      | 15,74            | 446 (2012)                        | 28                 |
| Les Ormes                      | 86183      | 86220      | 24,22            | 1 666 (2012)                      | 69                 |
| Oyré                           | 86186      | 86220      | 33,19            | 1 022 (2012)                      | 31                 |
| Port-de-Piles                  | 86195      | 86220      | 5,32             | 552 (2012)                        | 104                |
| Saint-Rémy-sur-Creuse          | 86241      | 86220      | 12,94            | 403 (2012)                        | 31                 |

## Démographie
| 1975  | 1982  | 1990  | 1999  | 2006  | 2011  | 2012  |
| ----- | ----- | ----- | ----- | ----- | ----- | ----- |
| 8 247 | 9 037 | 9 427 | 9 410 | 9 625 | 9 894 | 9 891 |

### Sources
1. ↑  « Journal officiel de la République française. Lois et décrets » , sur Gallica, 27 juillet 1887 (consulté le 18 juillet 2021).
2. ↑  « Journal officiel de la République française. Lois et décrets » , sur Gallica, 5 février 1903 (consulté le 18 juillet 2021).
3. ↑  « Le Temps » , sur Gallica, 25 décembre 1928 (consulté le 18 juillet 2021).
4. ↑  « Journal officiel de la République française. Lois et décrets » , sur Gallica, 4 février 1941 (consulté le 18 juillet 2021).
5. ↑  « Journal officiel de la République française. Lois et décrets » , sur Gallica, 17 avril 1943 (consulté le 18 juillet 2021).
6. ↑  Structure de la population du canton de 1968 à l'année de la dernière population légale connue
7. ↑  Fiches Insee - Populations légales du canton pour les années 2006, 2011, 2012